# Unxia gracilior
Unxia gracilior é um inseto da ordem Coleoptera e da família Cerambycidae, subfamília Cerambycinae; um besouro cujo habitat são as florestas tropicais da região neotropical meridional, em toda a região sudeste e sul do Brasil, além do Paraguai, Argentina e Uruguai. A espécie, descrita em 1865 por Hermann Burmeister com a denominação Cosmisoma gracilior, na página 171 do texto "Longicornia Argentina. Systematische Uebersicht der Bockkäfer der La Plata-Staaten", publicado no Entomologische Zeitung (jornal entomológico. Volume: 26; o seu espécime coletado no Paraná), é um dos miméticos besouros-viola, caracterizados por sua semelhança com a espécie de maior importância econômicaː Compsocerus violaceus (White, 1853); com ela e com outras espécies confundido, diferindo de violaceus porque seus fêmures são, gradualmente, claviformes.

## Descritor específico
O significado da palavra usada em seu descritor específico (gracilior), em latim, quer dizer "fino, magro, estreito, esbelto, esguio, afilado".